# 어린이 발견 시스템

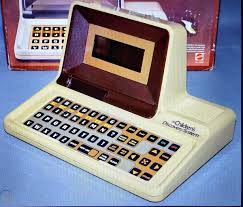
어린이 발견 시스템의 모습

어린이 발견 시스템(Children's Discovery System)은 마텔이 제작한 2세대 비디오 게임 콘솔이다. 1981년 9월에 발매되었으며, 1984년에 단종되었다.

## 사양
- 롬 카트리지
- 2K RAM
- LCD 16x48
- 멤브레인 키보드

## 확장 모듈
1. 수학 1(코드:1606)
2. 아케이드 액션 1(코드:3349)
3. 단어들 1(코드:1607)
4. 미술(코드:1609)
5. 음악(코드:1608)
6. 단어들 2(코드:3346)
7. 아케이드 액션 2(코드:3731)
8. 메모리와 로직(코드:3733)
9. 지오그래피 1(3732)
10. 음식들(코드:3734)
11. 분수 1(코드:5165)
12. 분수 2(코드:3347)
13. 과학 1(코드:3350)
14. 아케이드 액션 3(코드:불명)
15. 컴퓨터 프로그래밍(코드:5329)
16. 스펠링 펀(코드:5328)
17. 미국 도시들(코드:4456)
18. 역사(코드:3347)
19. 스포츠(코드:3348)
20. 수학 퀴즈/계산기
21. 영양소